# マルタ・アルゲリッチ

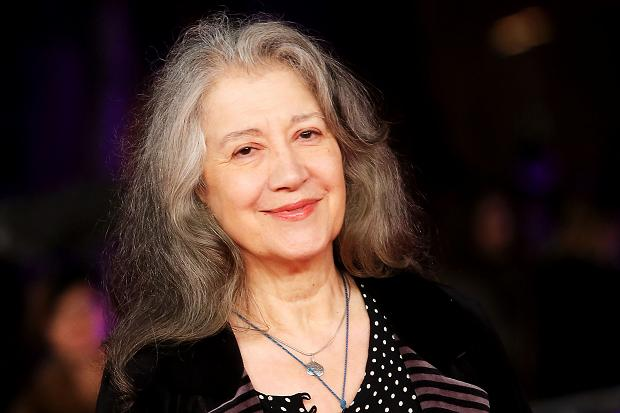
マルタ・アルゲリッチ（2015年）

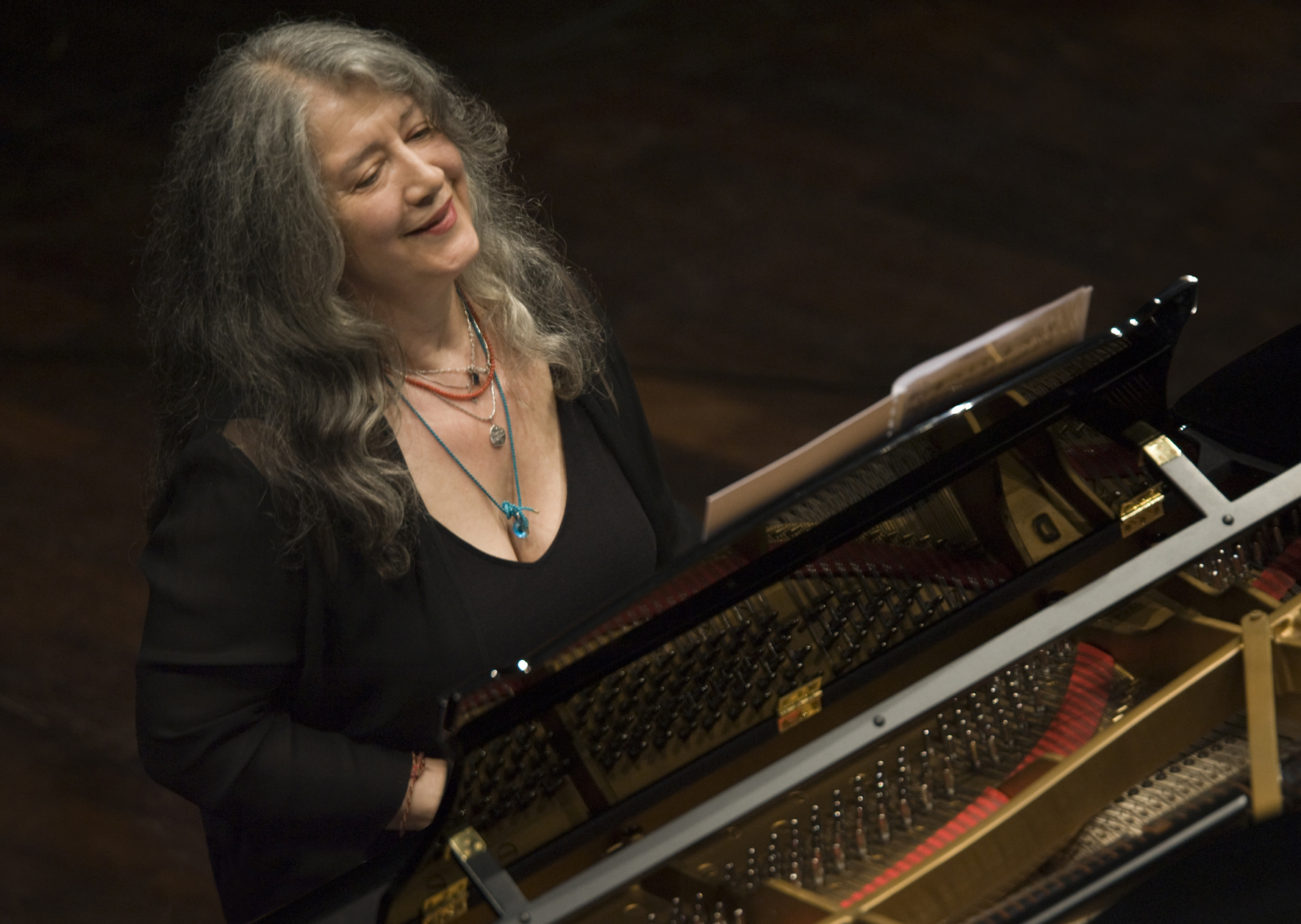

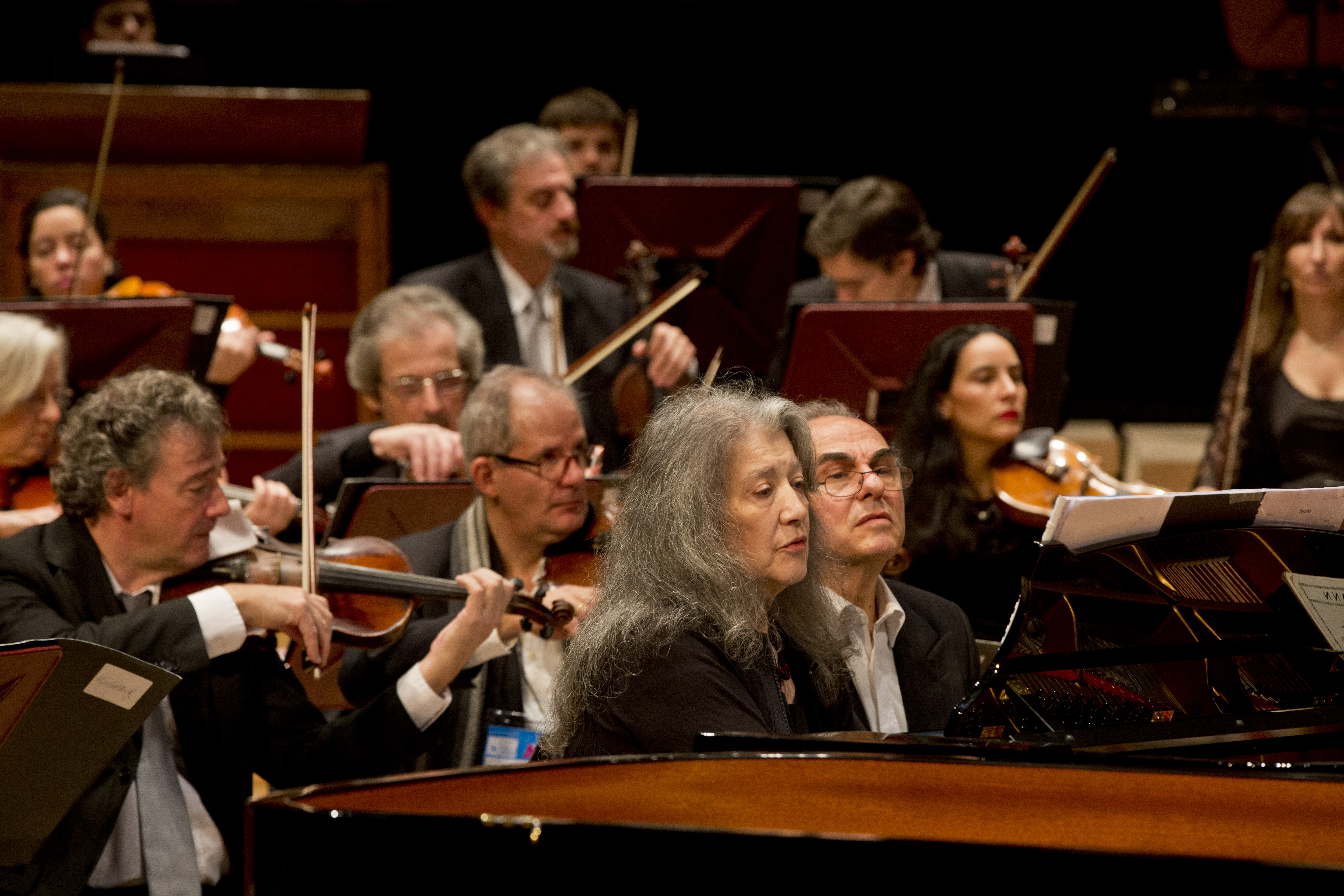

マリア・マルタ・アルゲリッチ（Maria Martha Argerich スペイン語発音: [ˈmaɾta aɾxeˈɾitʃ], カタルーニャ語発音: [əɾʒəˈɾik]、1941年6月5日 - ）は、アルゼンチン・ブエノスアイレス出身のピアニスト。2021年現在、世界のクラシック音楽界で高い評価を受けているピアニストの一人である。

## 名前
Argerichの読み方については、「アルゲリッチ」が普通であるが、アルゲリッチの母国であるアルゼンチンがスペイン語を公用語としていることから、その読み方で「アルヘリッチ」、「アルヘリチ」などとも表記される。また、日本ではドイツ語読みで「アルゲリッヒ」「アルゲリヒ」と表記されていた時期もある。アルゲリッチ自身は来日時のインタビューで「どちらの呼び方が正しいのかよく聞かれるが、自分の先祖はスペインのカタルーニャ地方出身で、カタルーニャ語の読み方では『アルジェリック』になる。しかし、自分としては『アルゲリッチ』が気に入っているので、これに決めている」という主旨の発言をしている。映画『アルゲリッチ 私こそ、音楽！』では、三女のステファニーが自らの苗字をアルゲリッシュと発音している。
アルゲリッチという苗字は珍しく、バルセロナに一族がいると言われるほか、クロアチアのアルゲリチという村にルーツがあるとの説もある。

## 来歴
ブエノスアイレスの中産階級家庭に生まれた。父フアン・マヌエル・アルゲリッチは経済学教授や会計士を務め、その祖先は18世紀にカタルーニャ地方からアルゼンチンへ移住している。母フアニータ（旧姓ヘラー）は、ベラルーシからのユダヤ系移民の2世であるが、ユダヤ教からプロテスタントに改宗していた。
保育園時代に同じ組の男の子から「どうせピアノは弾けないよね」と挑発された際、やすやすと弾きこなしたことがきっかけで才能を見出され、2歳8ヶ月からピアノを弾き始める。5歳の時にアルゼンチンの名教師ヴィンチェンツォ・スカラムッツァ（en:Vincenzo Scaramuzza）にピアノを学び始める。
1949年（8歳）、公開の場でベートーヴェンのピアノ協奏曲第1番ハ長調作品15を演奏した。翌1950年（9歳）にはモーツァルトのピアノ協奏曲ニ短調K466とバッハのフランス組曲ト長調BWV816を演奏した。
ブエノスアイレス知事のサベテという人物がマルタの熱烈なファンだったため、1954年8月13日、サベテの仲立ちにより大統領府でアルゲリッチ親子と会ったフアン・ペロン大統領は、マルタに留学希望の有無を尋ね、「フリードリヒ・グルダに習いたい」との申し出に従って、アルゲリッチの父を外交官に、母を大使館職員にそれぞれ任命し、1955年初頭から一家でウィーンに赴任させた。これに伴って家族とともにオーストリアに移住したアルゲリッチは、ウィーンとザルツブルクで2年間グルダに師事した後、ジュネーヴでマガロフ、マドレーヌ・リパッティ（ディヌ・リパッティ夫人）、イタリアでミケランジェリ、ブリュッセルでアスケナーゼに師事した。10代を過ごしたウィーン時代に、プエルトリコ出身の「最高にハンサムな男の子」を相手に処女を喪失したと自ら発言している。
1957年、ブゾーニ国際ピアノコンクール優勝。またジュネーブ国際音楽コンクールの女性ピアニストの部門においても優勝し、第一線のピアニストとして認められるものの、更にその後も研鑽を続ける。1959年には、ブルーノ・ザイドルフォーファーのマスタークラスを数回受講している。アルゲリッチは絶対音感の持ち主ではなく、調性を正しく認識していないこともあり、聴衆の一人から「ト長調の前奏曲」の演奏を褒められても自分が弾いた曲のどれを褒められたのか判らず、考え込んだことがある。
1960年、ドイツ・グラモフォンからデビューレコードをリリースする。22歳の時、中国系スイス人の作曲家で指揮者のロバート・チェン（陳亮声）と最初の結婚をするが、1964年、長女リダの出産前に離婚。
1965年、ショパン国際ピアノコンクールで優勝し、最優秀マズルカ演奏者に贈られるポーランド放送局賞（マズルカ賞）も受賞した。
1969年、1957年に出会った指揮者のシャルル・デュトワと2度目の結婚、後にデュトワとの間に娘が出来る。
1970年1月、大阪万博の年の幕開けに初来日。浜松市などの諸都市でリサイタルを開く。当時は「アルゲリッヒ」と表記されていた。
1974年の2度目の来日の際に飛行機の中で夫婦喧嘩となり、アルゲリッチは日本の地を踏まずUターンし、離婚。後に、ピアニストのスティーヴン・コヴァセヴィチと3度目の結婚。
ソロやピアノ協奏曲の演奏を数多くこなすが、1983年頃からソロ・リサイタルを行わないようになり、室内楽に傾倒していく。ヴァイオリニストのギドン・クレーメル、イヴリー・ギトリス、ルッジェーロ・リッチ、チェリストのロストロポーヴィチ、マイスキーなど世界第一級の弦楽奏者との演奏も歴史的価値を認められている。
1990年代後半からは、自身の名を冠した音楽祭やコンクールを開催し、若手の育成にも力を入れている。1998年から別府アルゲリッチ音楽祭、1999年からブエノスアイレスにてマルタ・アルゲリッチ国際ピアノコンクール、2001年からブエノスアイレス・マルタ・アルゲリッチ音楽祭、2002年からルガーノにてマルタ・アルゲリッチ・プロジェクトを開催している。
受賞歴には、フランス政府芸術文化勲章オフィシェ（1996年）、ローマ・サンタ・チェチーリア協会員（1997年）、グラミー賞（1999年、2004年、2005年）、ミュージカル・アメリカ誌・Musician of the Year（2001年）、第17回高松宮殿下記念世界文化賞（音楽部門、2005年）、旭日小綬章（若手音楽家の育成等に寄与したとして、2005年）、旭日中綬章（2016年）などがある。

## 演奏スタイル
デビュー時には、ライヴで極度にテンポが速いという報道をされた。

## レパートリー
レパートリーはバロック音楽から古典派、ロマン派、印象派、現代音楽まで非常に幅広い。J.S.バッハ、スカルラッティ、ハイドン、モーツァルト、ベートーヴェン、シューベルト、シューマン、ショパン、リスト、メンデルスゾーン、ブラームス、チャイコフスキー、ドビュッシー、ラヴェル、フランク、サン＝サーンス、クライスラー、バルトーク、ラフマニノフ、スクリャービン、プロコフィエフ、ストラヴィンスキー、ショスタコーヴィチ、ルトスワフスキ、メシアンなど。一方で、スティーヴン・コヴァセヴィチ、ネルソン・フレイレ、アレクサンドル・ラビノヴィチ、近年ではアルゲリッチお気に入りの若手ピアニストたちとともにピアノ2重奏や連弾による演奏会も行っている。母国アルゼンチンの作曲家では、ヒナステラ、ピアソラ、ロペス＝ブチャルド、グアスタビーノ、ラーサラ、ラミレスなど。日本人の作品では、1995年に小澤征爾のバースデイ・コンサートで、大江光のチェロとピアノのための「お話-A Talk」をロストロポーヴィチとの共演で世界初演した。
ただし、マウリツィオ・ポリーニほかに見られるベートーヴェンのソナタ全集のような体系的な録音を果たす前に、ソロ活動から半分引退してしまった。このため、BOXセットが発売されても人気のためにすぐに売り切れてしまい、各種レーベルが権利を保持したままで全貌が掴みにくい。

## 人物
- 前述の通り3度の結婚で3人の娘をもうけたが、いずれも離婚している[注釈 3]。子どもたちはみなアルゲリッチが引き取り育てた。アルゲリッチの3人の娘には、いずれもプロフェッショナルの音楽家はいない。しかし、ロバート・チェンとの間に生まれたリダ・チェンは、ヴィオラ奏者として母親と共演することがしばしばある[注釈 4]。シャルル・デュトワとの娘アニー・デュトワは、アルゲリッチのいくつかのCDをはじめ、しばしばクラシック音楽のCDのライナーノートや音楽専門誌に執筆している。デュトワとの結婚生活は、デュトワがチョン・キョンファと浮気したことにより終焉を迎えた[27]。ピアニストのスティーヴン・コヴァセヴィチとの間に生まれたステファニー・アルゲリッチは、主にアルゲリッチのCDの表紙やドキュメンタリー映像などを撮影しているプロの映像アーティストである。コヴァセヴィチとの別離の後、「わたしは恋愛に向いていないと思う」と語っていたが、10歳下のミシェル・ベロフと4年間、4歳下のアレクサンドル・ラビノヴィチと10年間、恋愛関係にあった[28]。ロストロポーヴィチと恋仲だった旨が取沙汰されたこともあるが、アルゲリッチは「何も記憶にない」と言っている[29]。
- 1980年の第10回ショパン国際コンクールの審査員であったアルゲリッチは、ユーゴスラヴィアからの参加者イーヴォ・ポゴレリチが本選に選ばれなかったことに抗議し、審査員を辞退した。ポゴレリチのことを「だって彼は天才よ![30]」と言い残したことにされたが、これは不正確な日本語訳である[31]。
- アーリンク・アルゲリッチ財団(AAF)の共同設立者[32]であり、少しでも脈のある国際ピアノコンクールであればAAFの承認を授けて助成している。WFIMCからAAFに乗り換えたコンクールもある。

## 日本とのつながり
- 1970年に初来日[33]し、以後、幾度も来日している。
- 大分県別府市とは特につながりが深く、1994年に別府ビーコンプラザ・フィルハーモニアホール名誉音楽監督に就任し、1998年から開催されている別府アルゲリッチ音楽祭の総監督を務め、2007年には同音楽祭の主催団体である財団法人アルゲリッチ芸術振興財団（Argerich Arts Foundation）の総裁に就任している[34]。支援者が資金を拠出し、別府アルゲリッチ音楽祭の拠点となるコンサートホール「しいきアルゲリッチハウス」が2015年に完成している[35][36]。
- アルゲリッチは、1998年以降は毎年の別府アルゲリッチ音楽祭のために欠かさずに来日している。ただし2020年度は新型コロナウィルスの感染拡大のため音楽祭開催、来日ともに2021年へ延期、2021年度の別府アルゲリッチ音楽祭も新型コロナウイルス感染拡大のため中止された[37]。
- 2021年5月、大分県はアルゲリッチの誕生日である6月5日を「マルタ・アルゲリッチの日[38]」と制定した。
- 2022年5月、大分県の芸術・文化振興への大きな功績に対し県民栄誉賞が授与された[39]。